# La Chapelle-Saint-Maurice
La Chapelle-Saint-Maurice  là một xã trong tỉnh Haute-Savoie thuộc vùng Auvergne-Rhône-Alpes đông nam Pháp.